# Betamorpha profunda
Betamorpha profunda är en kräftdjursart som först beskrevs av Menzies och George 1972.  Betamorpha profunda ingår i släktet Betamorpha och familjen Munnopsidae. Inga underarter finns listade i Catalogue of Life.